# Двухдверный седан
Это статья о типе автомобильного кузова. О хорватском футболисте смотри Ту́дор, Игор.
Двухдверный седан не следует путать с купе — это разные типы кузова.

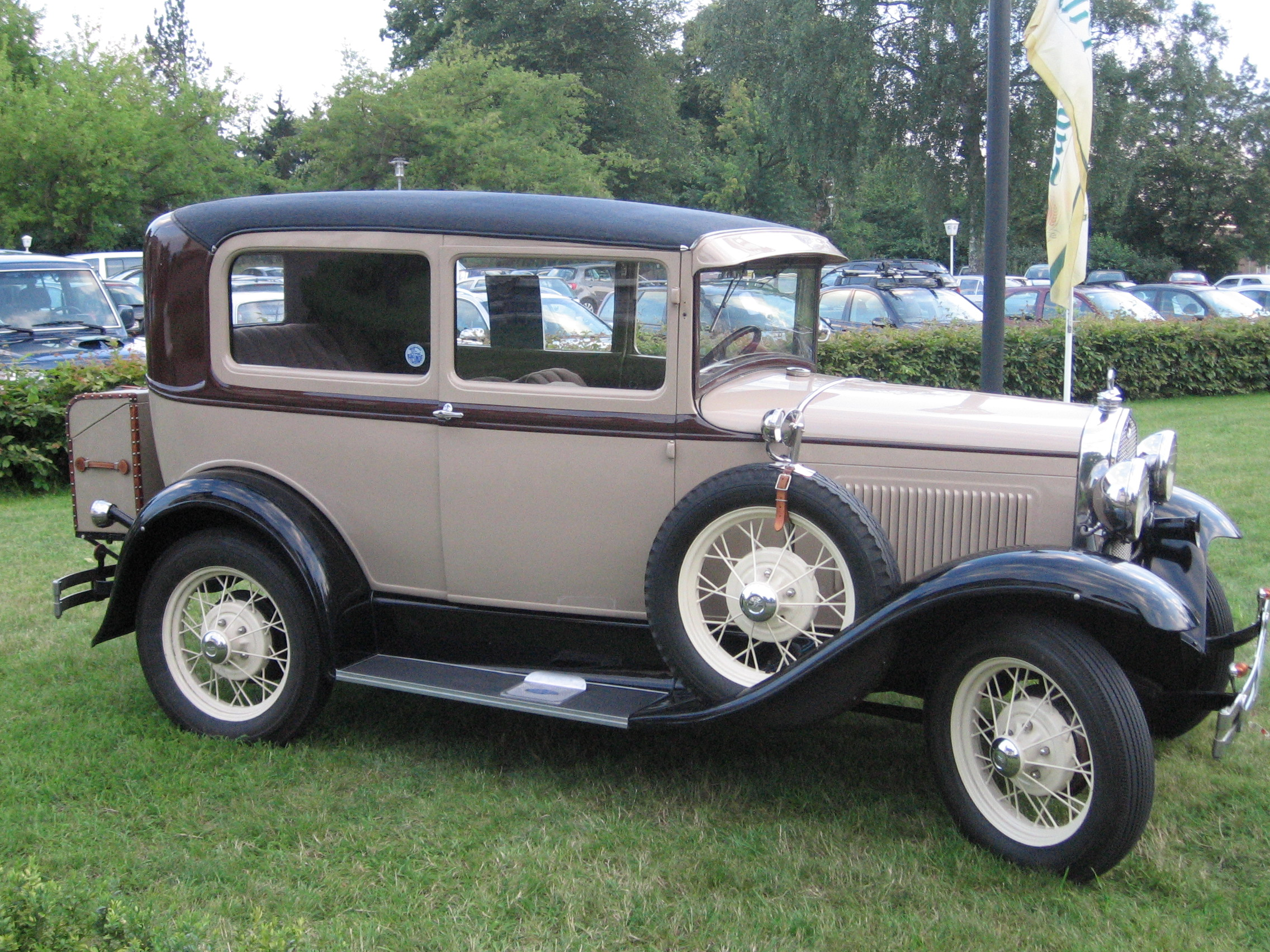
Ford A Tudor — изначальный тип двухдверного седана.

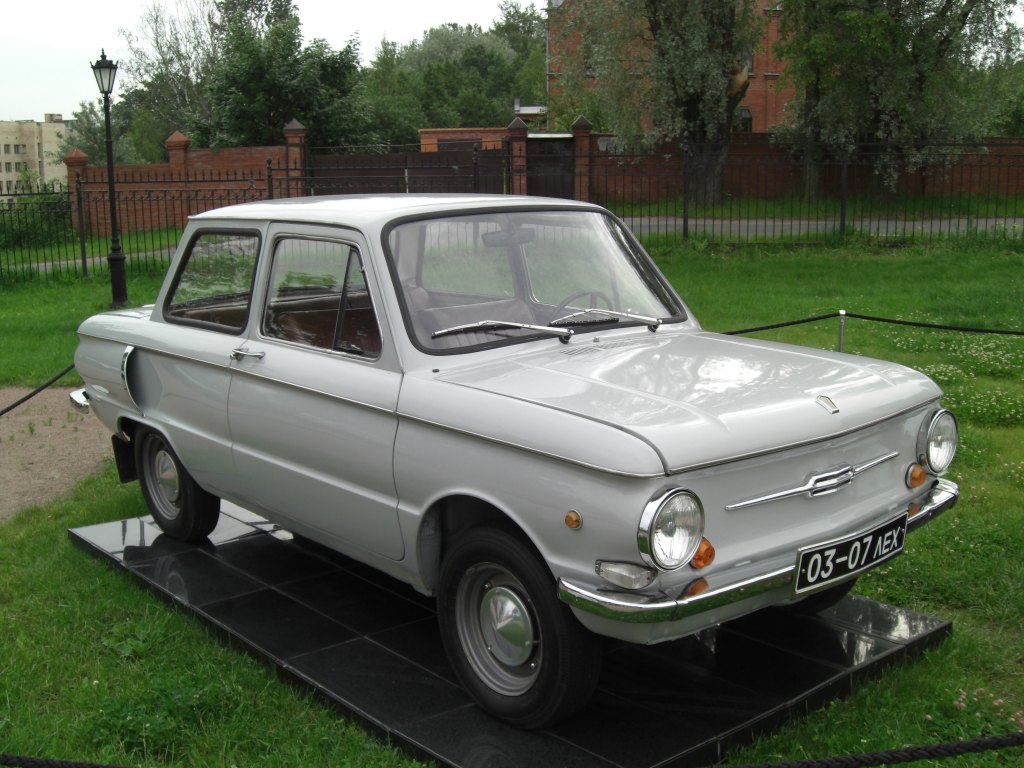
«Запорожец» ЗАЗ-968 — классический обладатель такого кузова.

Двухдве́рный седа́н, или (устаревший термин) тудо́р — от англ. two doors («две двери») — кузов легкового автомобиля с двумя рядами полноразмерных сидений, двумя дверьми и багажником, структурно отделённым от пассажирского салона. Разновидность кузова «седан».
Заднее стекло на двухдверном седане обычно жёстко закреплено в рамке, но на ряде моделей могло опускаться как стёкла дверей или немного откидываться для вентиляции.
Дверные проёмы обычно делают на 15—20 % шире, чем в четырёхдверном, кроме того, спинки передних сидений, как правило, откидываются вперёд для упрощения прохода на задний ряд сидений.
При той же комфортабельности и вместимости двухдверные седаны отличаются от четырёхдверных меньшей на 30—50 кг собственной массой, большей жёсткостью на кручение и на 5—10 % меньшей ценой, что предопределило их популярность в 1930-х — 1980-х годах в качестве бюджетных модификаций.
Две двери вместо четырёх затрудняют доступ к заднему ряду сидений, но водителю и переднему пассажиру садиться в двухдверный седан, напротив, удобнее, чем в четырёхдверный, благодаря расширенным проёмам дверей.

## Распространение

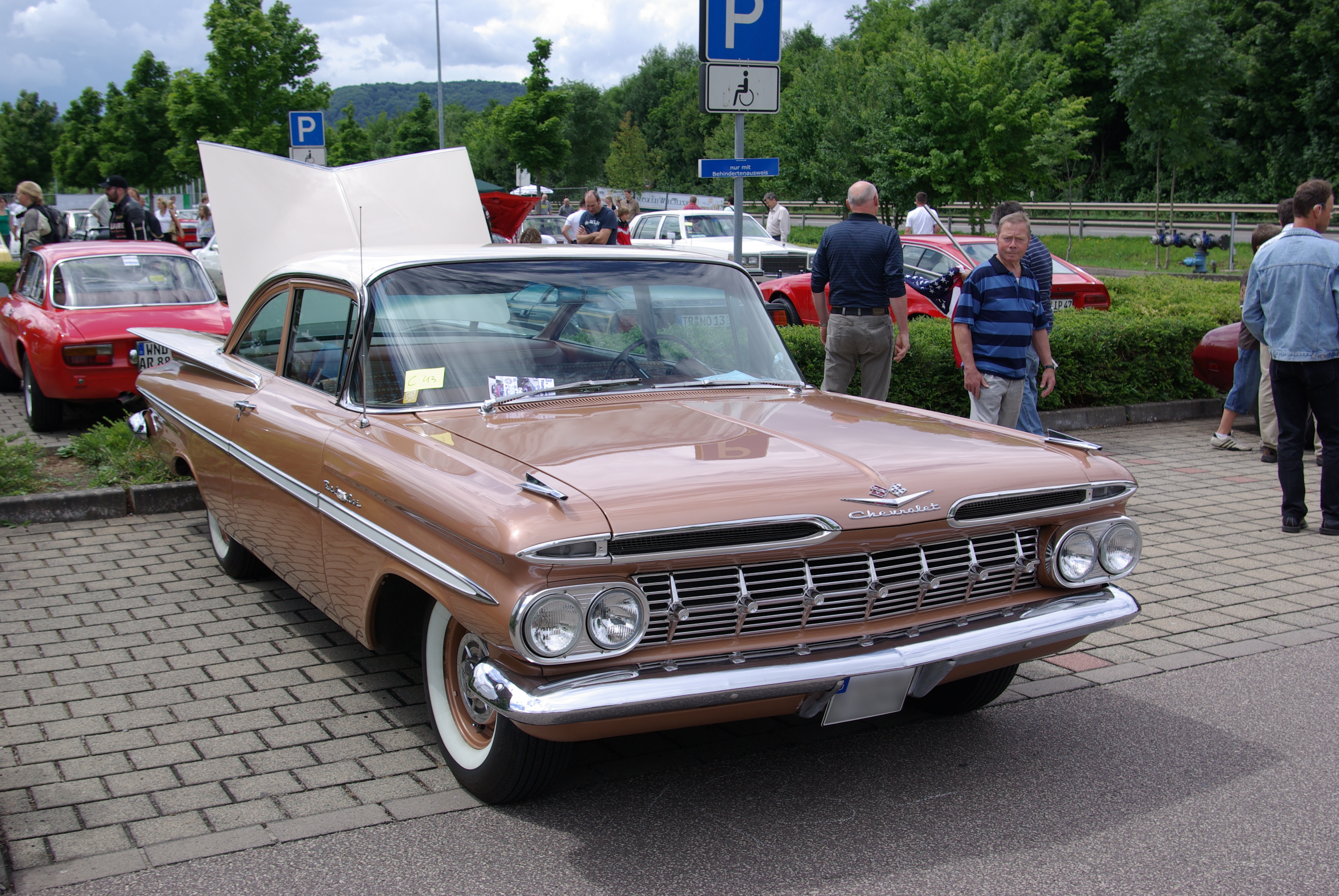
Chevrolet Bel Air модели 1959-го года в кузове two door sedan. Тот же автомобиль без центральной стойки кузова назывался уже «купе».

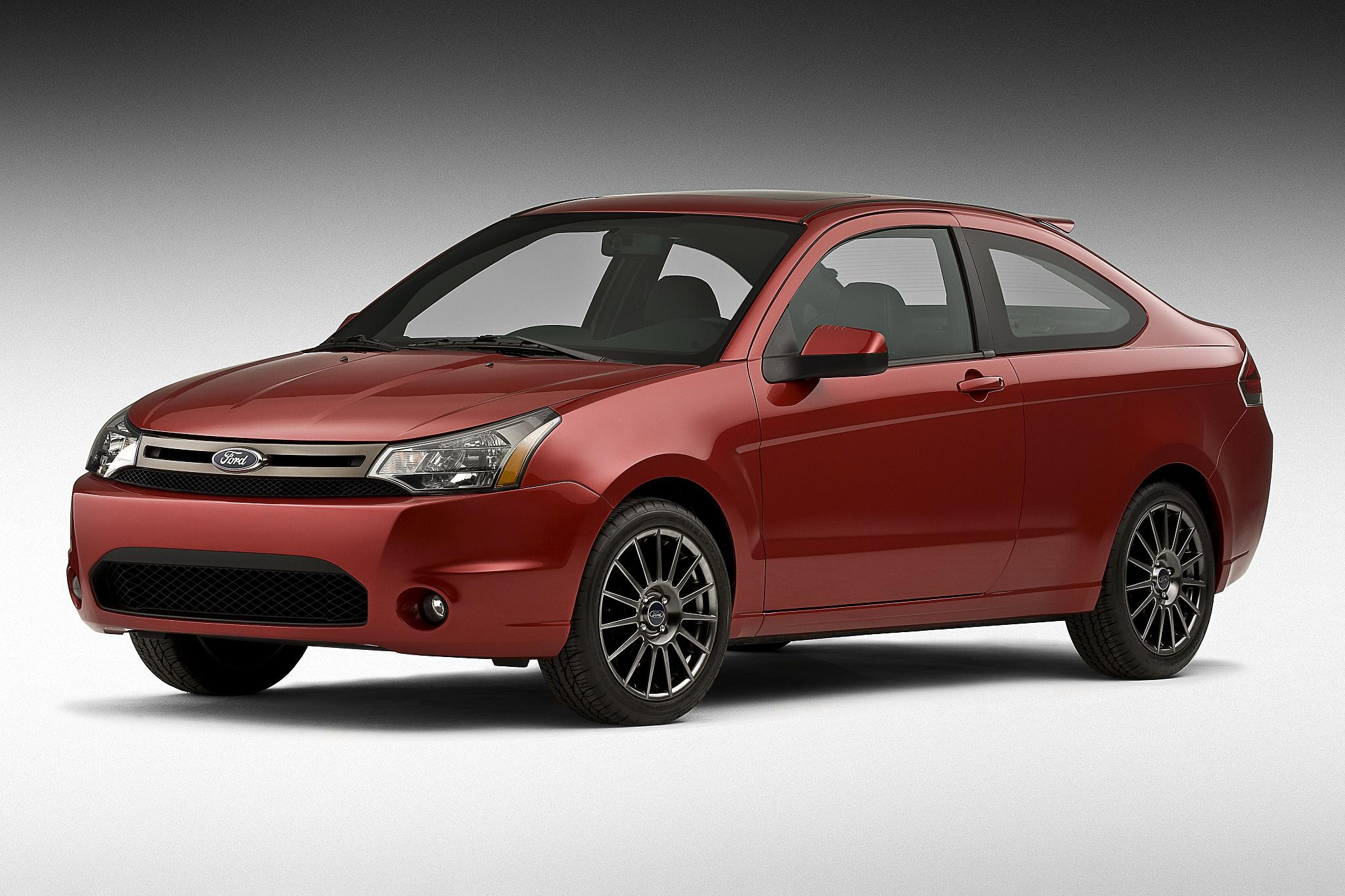
Современный двухдверный седан Ford Focus, производителем обозначаемый как «купе».

Автомобили с этим кузовом всегда были очень популярны в США и Канаде, но нередко встречались и в Европе — особенно в Германии и Англии — до 1980-х, когда их вытеснили кузова вроде трёхдверного хетчбэка. Помимо меньшей стоимости и большей безопасности, традиционным преимуществом такого кузова является то, что сидящие на задних сиденьях дети ни при каких обстоятельствах не могут случайно открыть задние двери на ходу, хотя распространение современных систем центрального запирания дверей и блокируемых дверных замков на задних дверях (Child safety lock) отчасти компенсирует это преимущество.
В настоящее время в связи с этим, а также худшей, чем у четырёхдверного седана или трёхдверного хетчбэка, функциональностью, данный тип кузова встречается редко.
В Северной Америке в последние годы наблюдается тенденция к переименованию двухдверных седанов в «coupé» (купе) по маркетинговым соображениям, хотя от настоящих двухдверных купе с вместимостью 2+2 двухдверный седан отличается полноценным задним двух-трёхместным пассажирским сиденьем и нормальной (не пониженной) высотой потолка в задней части крыши (объём задней части пассажирского салона не менее 934 см³).

## Особенности терминологии
В 1950-е — 1970-е годы в США было принято называть «купе» многие двухдверные автомобили без центральной стойки (хардтоп) вне зависимости от конфигурации кузова, тем не менее, по сути среди этих автомобилей было очень много двухдверных седанов.
Кроме того, примерно до тысяча девятьсот пятидесятых годов существовал тип кузова, называемый club coupe, по сути являющийся двухдверным седаном в самой базовой комплектации с пониженным уровнем отделки, и очень близкий к нему business coupe, отличавшийся площадкой для груза вместо заднего дивана.

## Примеры двухдверных седанов
- Ford Model A Tudor (1927—1932);
- Gregory Sedan (1947);
- Ford Taunus/Ford Cortina (1976-1979);
- Volkswagen Käfer;
- Fiat 600;
- «Запорожцы» всех серийных моделей;
- Fiat 128 Rally (1971—1978);
- Fiat 131 Mirafiori 2-door(1974—1979);1
- BMW E21 (1975—1983);
- BMW E30 (1982—1994);
- Toyota Platz / Echo 2-door Sedan (2001—2005);
- Koenigsegg Gemera (2021);
- В варианте с этим типом кузова предлагались практически все бюджетные американские модели автомобилей вплоть до конца 1970-х — 1980-х годов.